# Montreal Witness
Le Montreal Witness était un journal protestant de langue anglaise publié à Montréal de 1845 à 1938.

## Mission et objectifs
Le Montreal Witness a été fondé en 1845, par John Dougall. Dans l'édition du 15 décembre, Dougall a expliqué pourquoi il a créé son journal. Selon lui, la société avait besoin d'un journal religieux et littéraire. Ses amis de diverses dénominations évangéliques l'ont aidé à faire du Montréal Witness une réalité. Le journal visait à « témoigner de la vérité dans l'amour ». Dougall planifiait se concentrer sur des sujets tels que l'union chrétienne, les missions, l'éducation, les efforts des organisations religieuses et de bienfaisance, les améliorations sociales, l'immigration et les tarifs postaux abordables. Le Montréal Witness devait mettre son influence au profit du développement des ressources du Canada.
Le journal présentait une information variée. Dans l'édition du 15 décembre 1845, le premier article s'intitulait L'histoire de la Réforme au XVIe siècle par le Dr Merle D'Augbigne. Suivaient des articles intitulés L'enseignement de l'école du sabbat (un sermon) et Vestiges de l'histoire naturelle de la création (une réimpression d'un article de l'Edinburgh Witness). Certains articles étaient d'intérêt général tel Les arbres fruitiers d'Amérique (un extrait du livre de A. J. Downing, surtout consacré à la pomme). Le Witness rapportait également des nouvelles, parfois avec des commentaires détaillés tandis que d'autres éléments n'étaient mentionnés que brièvement. Les nouvelles du 15 décembre 1845 incluaient : un long rapport sur la Conférence de Liverpool sur l'Union chrétienne, ainsi que des articles sur les pertes partielles des cultures, les difficultés dans l'industrie du chemin de fer), la guerre à Alger, la nouvelle réforme allemande et les relations canado-américaines relativement au litige sur la frontière de l'Oregon. On retrouvait aussi des sections de lettres à l'éditeur et des annonces de naissances et de décès.
En 1886, le Montreal Witness, était connu comme « le seul quotidien religieux de Montréal ». Il était publié le soir. Le Witness a exercé une forte influence au sein de la population protestante de Montréal et la province de Québec. Il était lu par toutes les classes et les croyances de la communauté et il était un fervent partisan du mouvement de tempérance. Sa diffusion était entre quatorze et quinze mille exemplaires par jour.

## LeWitnesset le mouvement de tempérance
Letitia Youmans (en) de Picton en Ontario, la fondatrice et la première présidente du chapitre ontarien de la Woman's Christian Temperance Union (Société chrétienne de tempérance des femmes) a mentionné en 1850 que le Montreal Witness était un ses journaux réguliers et que le journal avait toujours soutenu la cause de la tempérance.

## La fractionprotestant/catholique
Le journal était résolument protestant. Son opposition aux enseignements et aux pratiques de l'Église catholique romaine était souvent franche et peu diplomatique. Par exemple, John Dougall a persisté à blâmer le maire de Montréal, le catholique Charles Wilson, pour l'émeute Gavazzi de Montréal. Aussi dans l'édition du 15 décembre 1845, le journal a publié une lettre au rédacteur qui exprimait des sentiments anti-catholiques intenses.
Dans les années 1870, le Montreal Witness a publié les conférences de l'abbé Charles Chiniquy, un prêtre catholique canadien qui a quitté l'Église catholique pour devenir protestant. Chiniquy crédite le propriétaire du Montreal Witness, John Dougall, pour l'aider qu'il lui a apporté dans sa transition à la religion protestante. En réponse à la publication des conférences de Chiniquy, le 26 mars 1875, l'Église catholique a interdit la lecture du Montreal Witness à ses fidèles. L'évêque de Montréal a publié une lettre pastorale à ce sujet avec l'approbation de l'archevêque de Québec. Les sacrements ont été refusés à tous ceux qui n'obéissaient pas à l'ordre de l'Église.